# Carl Bosch
Carl Bosch (Keulen, 27 augustus 1874 – Heidelberg, 26 april 1940) was een Duits scheikundige en ingenieur. Hij was een pionier op het gebied van hogedruk industriële scheikunde en oprichter van IG Farben.

## Biografie
Bosch was de eerste zoon van Carl Bosch sr. (1834-1904), eigenaar van een installatiebedrijf in Keulen, en diens echtgenote Paula (1851-1930). Hij was een neef van Robert Bosch die pionierde in de ontwikkeling van de bougie. Van 1894 tot 1896 studeerde hij metallurgie en werktuigbouwkunde aan de Technische Hogeschool in Charlottenburg (nu de Technische Universiteit Berlijn). Aansluitend ging hij scheikunde studeren aan de Universiteit van Leipzig, waar hij in 1898 promoveerde onder Johannes Wislicenus met een proefschrift over organische chemie.
In 1899 begon hij te werken bij Badische Anilin und Soda Fabrik (BASF) in Ludwigshafen am Rhein, een bedrijf dat gespecialiseerd was in de productie van kleurstoffen uit steenkoolteer. Zijn eerste opdracht was het zoeken naar een goedkopere methode voor de productie van indigo, een donkerblauwe kleurstof belangrijk voor het verven van katoen. Bosch huwde in 1902 Else Schilbach, uit het huwelijk werden een zoon (Carl jr.) en een dochter (Ingeborg) geboren.
Van 1904 tot 1913 ontwikkelde hij met Fritz Haber het Haber-Boschproces. Na de Eerste Wereldoorlog werkte hij aan benzine- en methanolsynthese door middel van hogedrukchemie, de zogenaamde Fischer-Tropschbrandstoffen. Later ontwikkelde Bosch, op basis van onderzoek van Friedrich Bergius een proces om onder hoge druk koolstof vloeibaar te maken, zodat deze stof bruikbaar werd voor de vervaardiging van bijvoorbeeld benzine en rubber. Voor de introductie van de hogedrukchemie kreeg hij samen met Bergius in 1931 de Nobelprijs voor de Scheikunde.
In 1925 was Bosch een van de oprichters van IG Farben en vanaf 1935 was hij voorzitter van de raad van bestuur. Hij ontving in 1924 de Siemens-Ring voor zijn bijdragen aan het toegepaste onderzoek en zijn ondersteuning aan basisonderzoek. Als eerbetoning aan zijn intellectuele en leiderschapskwaliteiten werd hij in 1937 gekozen tot het hoogste wetenschappelijk ambt in Duitsland, voorzitter van de Kaiser Wilhelm Gesellschaft (KWG), als opvolger van Max Planck.
In tegenstelling tot afspraken met de nationaalsocialisten ondernam Bosch verschillende (vergeefse) pogingen om de nationaalsocialistische jodenpolitiek tegen te werken en zich voor individuele joodse burgers in te zetten. Daartoe behoorden in het bijzonder zijn collega's, scheikundigen en medewerkers van IG Farben. Hieronder bevond zich ook Fritz Haber, een tot het christendom bekeerde jood, die in 1933 al zijn functies in de Duitse wetenschap gedwongen had moeten afstaan en in 1934 in ballingschap overleed. In maart 1933 kwam het zelfs tot een persoonlijk treffen met Adolf Hitler waarbij Bosch hem waarschuwde voor de exodus van joodse wetenschappers. Deze wierp, volgens Bosch, de Duitse wetenschap 100 jaar terug. Hitler duldde echter geen tegenspraak en wees Bosch resoluut doch vriendelijk de deur.
Bosch was, niet in de laatste plaats door de politieke ontwikkelingen in Duitsland, zwaar depressief geraakt en ondernam in 1939 een zelfmoordpoging. Hij overleed een jaar later, op 26 april 1940 te Heidelberg. Carl Bosch was ook een amateurastronoom, de planetoïde 7414 Bosch is naar hem genoemd.

## Haber-Boschproces
Rond 1908 had de Duitse scheikundige Fritz Haber een procedé ontdekt om ammoniak te produceren door waterstofgas en stikstofgas met een katalysator onder hoge druk te verhitten, waarbij het stikstofmolecuul wordt gekraakt en een reactie aangaat met het waterstof. In 1909, onder Bosch leiderschap, verkreeg BASF de patentrechten van Haber. Om het procedé economisch rendabel te verkrijgen had hij grote hoeveelheden waterstof- en stikstofgas nodig, een effectievere goedkopere katalysator en apparatuur die enorme drukken en hoge temperaturen kon weerstaan.
Allereerst ontwikkelde hij een methode om grote hoeveelheden waterstofgas te verkrijgen uit een mengsel van waterdamp en koolstofmonoxide. Stikstofgas werd in zuivere vorm verkregen uit vloeibare lucht. En meer dan 20.000 experimenten waren nodig voordat hij een katalysator had gevonden ter vervanging van Habers osmium en uranium.
Echter, Bosch' grootste uitdaging was om een veilig en duurzaam reactorvat te bouwen die langdurig een temperatuur van 500 °C kon weerstaan en drukken die de meeste vaten deden scheuren. Probleem was dat in een stalen vat bij die temperatuur het waterstofgas reageert met het koolstof in het staal waardoor het broos wordt. De oplossing van Bosch was een dubbelwandig reactorvat. De binnenkamer was gemaakt van zacht ijzer, terwijl de buitenste kamer uit versterkt koolstofijzer bestond. Tussen beide kamers bevond zich een gekoeld gasmengsel van stikstofgas op een druk van 200 atmosfeer die tegendruk bood aan de procesdruk in de binnenkamer.
In 1913 begon BASF met de productie van commerciële hoeveelheden ammoniak in een fabriek nabij Oppau. Door middel van het Ostwaldproces kan de geproduceerde ammoniak geoxideerd worden tot stikstofdioxide, en het daaruit gevormde salpeterzuur kon weer voor het maken van explosieven (buskruit) worden gebruikt.
1901: Van 't Hoff ·
1902: E. Fischer ·
1903: Arrhenius ·
1904: Ramsay ·
1905: Baeyer ·
1906: Moissan ·
1907: Buchner ·
1908: Rutherford ·
1909: Ostwald ·
1910: Wallach ·
1911: Curie ·
1912: Grignard, Sabatier ·
1913: Werner ·
1914: Richards ·
1915: Willstätter ·
1918: Haber ·
1920: Nernst ·
1921: Soddy ·
1922: Aston ·
1923: Pregl ·
1925: Zsigmondy ·
1926: Svedberg ·
1927: Wieland ·
1928: Windaus ·
1929: Harden, Euler-Chelpin ·
1930: H. Fischer · 
1931: Bosch, Bergius ·
1932: Langmuir ·
1934: Urey ·
1935: F. Joliot-Curie, I. Joliot-Curie ·
1936: Debye ·
1937: Haworth, Karrer ·
1938: Kuhn ·
1939: Butenandt, Ružička ·
1943: Hevesy · 
1944: Hahn ·
1945: Virtanen ·
1946: Sumner, Northrop, Stanley ·
1947: Robinson · 
1948: Tiselius · 
1949: Giauque ·
1950: Diels, Alder ·
1951: McMillan, Seaborg ·
1952: Martin, Synge ·
1953: Staudinger ·
1954: Pauling ·
1955: Vigneaud ·
1956: Hinshelwood, Semjonov ·
1957: Todd ·
1958: Sanger ·
1959: Heyrovský ·
1960: Libby ·
1961: Calvin ·
1962: Perutz, Kendrew ·
1963: Ziegler, Natta ·
1964: Hodgkin ·
1965: Woodward ·
1966: Mulliken ·
1967: Eigen, Norrish, Porter ·
1968: Onsager ·
1969: Barton, Hassel ·
1970: Leloir ·
1971: Herzberg ·
1972: Anfinsen, Moore, Stein · 
1973: E.O. Fischer, Wilkinson · 
1974: Flory ·
1975: Cornforth, Prelog ·
1976: Lipscomb ·
1977: Prigogine · 
1978: Mitchell ·
1979: Brown, Wittig ·
1980: Berg, Gilbert, Sanger ·
1981: Fukui, Hoffmann ·
1982: Klug ·
1983: Taube ·
1984: Merrifield ·
1985: Hauptman, Karle ·
1986: Herschbach, Lee, Polanyi ·
1987: Cram, Lehn, Pedersen ·
1988: Deisenhofer, Huber, Michel ·
1989: Altman, Cech ·
1990: Corey ·
1991: Ernst ·
1992: Marcus ·
1993: Mullis, Smith ·
1994: Olah ·
1995: Crutzen, Molina, Rowland ·
1996: Curl, Kroto, Smalley ·
1997: Boyer, Walker, Skou ·
1998: Kohn, Pople ·
1999: Zewail ·
2000: Heeger, MacDiarmid, Shirakawa ·
2001: Knowles, Noyori, Sharpless ·
2002: Fenn, Tanaka, Wüthrich ·
2003: Agre, MacKinnon ·
2004: Ciechanover, Hershko, Rose ·
2005: Grubbs, Schrock, Chauvin ·
2006: Kornberg ·
2007: Ertl ·
2008: Shimomura, Chalfie, Tsien ·
2009: Steitz, Yonath, Ramakrishnan ·
2010: Heck, Negishi, Suzuki ·
2011: Shechtman ·
2012: Kobilka, Lefkowitz ·
2013: Karplus, Levitt, Warshel ·
2014: Betzig, Hell, Moerner ·
2015: Lindahl, Modrich, Sancar ·
2016: Sauvage, Stoddart, Feringa ·
2017: Dubochet, Frank, Henderson · 
2018: Arnold, Winter, Smith ·   
2019: Goodenough, Whittingham, Yoshino ·
2020: Charpentier, Doudna ·
2021: List, MacMillan ·
2022: Bertozzi, Meldal, Sharpless ·
2023: Bawendi, Brus, Jekimov ·
2024: Baker, Hassabis, Jumper